# Artur Závodský
Artur Závodský (19. prosince 1912 Martinov – 2. května 1982 Brno) byl český literární historik a teoretik, profesor dějin české literatury, divadelní vědec, kritik a publicista, též překladatel.

## Životopis
Byl syn hostinského, vystudoval od 1923 až 1931 reálné gymnázium v Hlučíně a češtinu, filozofii a estetiku v letech 1931–1936 na Filozofické fakultě Univerzity Karlovy v Praze. Titul Doktor filozofie získal v roce 1938 na Filozofické fakultě Masarykovy univerzity v Brně sociologickou prací Dobrý občan moderní obce. Paul Bureau. Během studií pracoval politicky v Kostufře (Komunistická studentská frakce). Od 1936 do 1939 učil na gymnáziích v Brně a také od 1939 do 1950 v Hranicích, kde se významně podílel na organizování kulturního života (mj. 1942 na založení Beskydského divadla).
Během totálního nasazení v továrně firmy Kunz byl pro sabotáž zatčen a 1944/45 vězněn v Přerově, Brně (Kounicovy koleje) a v koncentračních táborech ve Flossenbürgu a v Dachau. Po válce byl od 1946 do 1948 v Hranicích předsedou kulturní rady a vedoucím redaktorem týdeníku Okresního výboru KSČ Ruch. Roku 1950 se habilitoval prací František Ladislav Čelakovský a jeho umělecké dílo pro obor dějin české literatury na brněnské FF UK a počal přednášet také od 1950 do 1952 na JAMU v Brně.
Na FF UK byl od roku 1952 odborným asistentem, od 1953 docentem, od 1960 profesorem. Titul Kandidát věd získal v roce 1956 prací Studie o Petru Bezručovi a Doktor věd v roce 1963 prací Gabriela Preissová. V letech od 1957 až 1961 zastával funkci proděkana pro vědeckou činnost fakulty. Roku 1963 dosáhl zřízení katedry slovanských literatur, divadelní a filmové vědy, kterou vedl až do reorganizace v roce 1973. Poté řídil oddělení divadelní a filmové vědy v rámci katedry věd o umění. Roku 1978 odešel do důchodu. Byl též vedoucím sekce pro studium dramatu v brněnské pobočce Literárněvědné společnosti při ČSAV, zastával funkce v Socialistické akademii aj. Vykonal studijní a přednáškové cesty do Německé demokratické republiky, Polska, Maďarska a Rakouska.
Debutoval v roce 1928 ve Studentském časopise a od roku 1930 psal o literárních novinkách do ostravského levicového měsíčníku Kampaň, který jako septimán spoluzakládal. Po roce 1945 přispíval zvláště do časopisů a novin Kulturní list (Ostrava), Nová Lubina (Valašské Meziříčí), Slezský sborník (Opava), Sovětská literatura, Slovesná věda, Literární noviny, Časopis Matice moravské, Rovnost, Host do domu, Divadlo, Divadelní noviny, Červený květ, Nová svoboda (obojí Ostrava), Před oponou (Brno), Program Státního divadla v Brně, Listy Památníku Petra Bezruče (Opava), Universitas, Prolegomena Scénografické encyklopedie, Scéna, Tvorba, Lidová demokracie (Praha i Brno) - ze zahraničních Maske und Kothurn (Vídeň) a Zagadnieniach Rodzajów Literackich (Lodž).
V letech 1959–1961 byl vedoucím redaktorem všech řad Sborníku prací FF brněnské univerzity, v letech 1954–1979 výkonným redaktorem jeho literárněvědné řady, která se stala jeho hlavní odbornou tribunou, a Spisů FF brněnské univerzity. V letech 1970–1973 redigoval periodický sborník Otázky divadla a filmu, jehož vznik inspiroval. Řídil edice Van (Klub revoluční kultury v Ostravě 1946–1949) a Plamen divadla (Státní divadlo v Brně, 1969). Připravil desítky pásem pro Český rozhlas. Roku 1981 přispěl do ineditního sborníku Rudolfu Havlovi k sedmdesátinám. Použil pseudonymů Antonín Závan (Kampaň) a Václav Javor (Červený květ), častěji psal též pod šiframi.

### Rodinný život
Dne 23. srpna 1941 se v Třebíči oženil se středoškolskou profesorkou Květoslavou Baslovou, (1915–2004), se kterou měl syny Víta (* 1943, pedagog a divadelní kritik), Prokopa (* 1944) a Aleše (* 1955). Syn Prokop se narodil v den jeho zatčení gestapem. Jeho vnukem je právník a úředník Ondřej Závodský.

## Výběr publikací
- Dobrý občan moderní obce. Život a dílo Paula Bureaua. (monografie), 1947.
- Studie o Petru Bezručovi. 1947.
- Petr Bezruč. Cesta básníkovým životem a dílem. (popularizační stať), 1947.
- Karel Handzel. Spisovatel Ostravska. (monografie), 1954.
- Nad prózou Vojtěcha Martínka. (studie), 1960.
- Gabriela Preissová. (monografie), 1962.
- Gabriela Preissová. (brožura o autorčině dramatickém díle), 1962.
- Úvod do divadelní vědy. (skripta, se Z. Srnou; rozšíř). 1965.
- O divadle a divadelnej vede. (skripta, rozmnož., se Z. Srnou), Bratislava, 1965.
- Literatura o dramatu a divadle. (bibliografie, rozmnož., se Z. Srnou), 1965.
- K formě moderního dramatu. (skripta, rozmnož.), 1966.
- Rozbor drámy. (skripta, rozmnož.), Bratislava 1966.
- Základní otázky výstavby dramatu. (skripta, rozmnož.), 1967.
- Zora básníkova života. (studie o inspiraci části díla P. Bezruče), 1967.
- Drama jako struktura. (skripta), 1971.
- V blízkosti básníka. (soubor studií o P. Bezručovi), 1977.
- František Ladislav Čelakovský. (monografie), 1982.

### Překlady
- z francouzštiny: Makhali-Phal: Zpěv míru. 1945
- z ruštiny: L. Timofejev, N. Vengrov: Stručný slovník literárněvědných termínů. (skripta, dopl. o český materiál, s R. Hoškem), 1957.
- z ruštiny: V. M. Volkenštejn: Otázky teorie dramatu. (skripta, s M. Mikuláškem), 1963.

## Vyznamenání
- Československá vojenská medaile za zásluhy I. stupně
- Medaile Za zásluhy